# Uncaria velutina
Uncaria velutina är en måreväxtart som beskrevs av George Darby Haviland. Uncaria velutina ingår i släktet Uncaria och familjen måreväxter.
Artens utbredningsområde är Filippinerna. Inga underarter finns listade i Catalogue of Life.